# Giuseppe Cognata
Giuseppe Cognata (Agrigento, 14 de octubre de 1885 - Pellaro, 22 de julio de 1972) fue un obispo católico italiano y miembro de los Salesianos de Don Bosco. Fue el fundador de las Salesianas Oblatas del Sagrado Corazón de Jesús, un instituto religioso femenino de derecho pontificio. Debido a acusaciones que años después serían consideradas falsas, la Congregación para la Doctrina de la Fe condenó a monseñor Cognata a ser despojado de su condición de obispo el 20 de diciembre de 1939. Monseñor Giuseppe Cognata durante la Pascua de 1962 fue restablecido por el papa Juan XXIII en el episcopado. La Congregación para la Doctrina de la Fe anunció el 17 de febrero de 2020 que papa Francisco había dado el consentimiento para abrir la causa de beatificación de Mons. Cognata, S.D.B.

## Vida
Giuseppe Cognata nació en Agrigento el 14 de octubre de 1885 en una familia importante de su región.

### Sacerdocio
A los doce años, Giuseppe ingresó al colegio salesiano de San Basilio en Randazzo, Sicilia y también solicitó hacer seguimiento vocacional como sacerdote en la orden de Don Bosco, pero con una dura oposición de su padre y abuelo. Hizo la profesión perpetua como religioso el 5 de mayo de 1908 en San Gregorio de Catania frente al Rector Mayor de los Salesianos, Padre Miguel Rúa. El año siguiente, el 29 de agosto de 1909, recibe la ordenación sacerdotal en Acireale. Se graduó en literatura y filosofía y después empezó a trabajar como profesor y ayudante. Desde Sicilia fue transferido a otras casas salesianas en las regiones de Véneto y Le Marche.
Durante la Primera Guerra Mundial, como muchos hombres jóvenes religiosos, Giuseppe fue reclutado como soldado. Sirvió en Palermo, Trapani y Padua. En Trapani levanta una iglesia que dedicó a María Auxiliadora, se dedicó con celo y compromiso a la escuela y al oratorio (centro de jóvenes).[cita requerida] De Trapani es entonces llamado para dirigir el colegio de Randazzo, después el de Gualdo Tadino en Umbria, y finalmente es nombrado director del "Sacro Cuore" en Roma, la que hoy es la principal sede de los salesianos.

### Obispo
El 16 de marzo de 1933 el papa Pío XI le nombró obispo de Bova, una región particularmente pobre y desfavorecida de la diócesis de Calabria. Recibe la orden episcopal el 23 de abril siguiente en la Basílica del Sagrado Corazón en Roma del cardenal August Hlond, co-consagrando los obispos Luigi Maria Olivares y Romolo Genuardi. Escogió la expresión paulina "Caritas Christi, urget nos" como su lema episcopal.
Fundó un instituto de jóvenes mujeres que quisieran trabajar en las aldeas más remotas y abandonadas. Nacieron así las Salesianas Oblatas del Sagrado Corazón de Jesús en Bova Marina el 8 de diciembre de 1933.[cita requerida] El nuevo instituto creado con un propósito específicamente pastoral y misionero y de ayuda a la Iglesia local, comenzó a florecer en vocaciones no solo en las dos diócesis de Bova y Reggio Calabria, sino también en otras áreas de la Calabria, Sicilia y el Lazio.

### Acusación y restauración
En 1940 la Congregación para la Doctrina de la Fe condenó a monseñor Cognata a la supresión de su dignidad episcopal. Los cargos no fueron inicialmente revelados y solo recientemente se descubrió que eran acusaciones de abuso hacia tres religiosas, lo que probó ser una calumnia. Por esto tuvo que dimitir como obispo de Bova. Se fue lejos y reducido a solo ser sacerdote, primero a una comunidad salesiana en Castello di Godego, viviendo por largos años en silencio y soledad, separado de sus hijas espirituales. Residió en varias comunidades salesianas, especialmente en la Italia septentrional, llevando a cabo el servicio de confesor y guía espiritual. La Orden de las Salesianas Oblatas del Sagrado Corazón de Jesús, a pesar de su pobreza, continuó creciendo y expandiéndose.
Monseñor Giuseppe Cognata, en la Pascua de 1962, fue restablecido en el episcopado por el papa Juan XXIII. Participó en las sesiones segunda, tercera y cuarta del Vaticano II por deseo del papa Pablo VI. El 6 de agosto de 1963 fue nombrado obispo titular de Farsalo. El 29 de enero de 1972 su instituto se convertía en un instituto de derecho pontificio.

### Muerte y causa de beatificación
Monseñor Cognata murió el 22 de julio de 1972, el mismo año en que su Instituto fundado fue reconocido por la Santa Sede. Falleció en Pellaro di Reggio Calabria, la sede inicial de la actividad misionera de las Oblatos. Sus restos descansan en el generalato de las Hermanas Oblatas en Tivoli.
El 18 de abril de 2020, la Congregación para la Causa de los Santos, anunció que el papa Francisco aceptaba abrir causa de beatificación para monseñor Giuseppe Cognata.